# 1. ŽNL Bjelovarsko-bilogorska 2011./12.
Ovaj članak je podtema članka: 4. rang HNL-a 2011./12.

1. ŽNL Bjelovarsko-bilogorska u sezoni 2011./12. je predstavljala ligu prvog stupnja županijske lige u Bjelovarsko-bilogorskoj županiji, te ligu črtvrtog stupnja hrvatskog nogometnog prvenstva. 
 
Sudjelovalo je 16 klubova, a ligu je osvojio "Dinamo" iz Predavca.

## Sustav natjecanja
Šesnaest klubova je igralo dvokružnu ligu (30 kola). 

## Ljestvica
| mj. | klub                             | ut. | pob. | ner. | por. | gol+ | gol- | bod |
| --- | -------------------------------- | --- | ---- | ---- | ---- | ---- | ---- | --- |
| 1.  | Dinamo Predavac                  | 30  | 23   | 2    | 5    | 83   | 26   | 71  |
| 2.  | Zdenka Veliki Zdenci             | 30  | 22   | 1    | 7    | 97   | 37   | 67  |
| 3.  | Bilogorac Veliko Trojstvo        | 30  | 20   | 3    | 7    | 57   | 29   | 63  |
| 4.  | Garić Garešnica                  | 30  | 19   | 3    | 8    | 69   | 34   | 60  |
| 5.  | Bilo Velika Pisanica             | 30  | 18   | 4    | 8    | 67   | 43   | 58  |
| 6.  | Ivanska                          | 30  | 15   | 3    | 12   | 70   | 32   | 48  |
| 7.  | Daruvar                          | 30  | 14   | 3    | 13   | 73   | 49   | 45  |
| 8.  | Rovišće                          | 30  | 12   | 7    | 11   | 57   | 58   | 43  |
| 9.  | Sloga Bjelovar                   | 30  | 13   | 2    | 15   | 50   | 54   | 41  |
| 10. | Hajduk Hercegovac                | 30  | 11   | 5    | 14   | 44   | 56   | 38  |
| 11. | Trnski Nova Rača                 | 30  | 10   | 7    | 13   | 53   | 60   | 37  |
| 12. | Tomislav Berek                   | 30  | 11   | 4    | 15   | 58   | 77   | 37  |
| 13. | Lasta Gudovac                    | 30  | 10   | 6    | 14   | 52   | 52   | 36  |
| 14. | Kamen Sirač                      | 30  | 9    | 4    | 17   | 54   | 65   | 31  |
| 15. | Brestovac (Garešnički Brestovac) | 30  | 2    | 3    | 25   | 23   | 118  | 9   |
| 16. | Ribar Končanica                  | 30  | 2    | 1    | 27   | 12   | 109  | 7   |

## Rezultatska križaljka
| kratica | klub                             | BILO | BILOG | BRE | DAR | DIN | GAR | HAJ | IVA | KAM | LAS | RIB | ROV | SLO | TOM | TRN | ZDE |
| --- | -------------------------------- | ---- | ----- | --- | --- | --- | --- | --- | --- | --- | --- | --- | --- | --- | --- | --- | --- |
| BILO | Bilo Velika Pisanica             |      |       |     |     |     |     |     |     |     |     |     |     |     |     |     |     |
| BILOG | Bilogorac Veliko Trojstvo        |      |       |     |     |     |     |     |     |     |     |     |     |     |     |     |     |
| BRE | Brestovac (Garešnički Brestovac) |      |       |     |     |     |     |     |     |     |     |     |     |     |     |     |     |
| DAR | Daruvar                          |      |       |     |     |     |     |     |     |     |     |     |     |     |     |     |     |
| DIN | Dinamo Predavac                  |      |       |     |     |     |     |     |     |     |     |     |     |     |     |     |     |
| GAR | Garić Garešnica                  |      |       |     |     |     |     |     |     |     |     |     |     |     |     |     |     |
| HAJ | Hajduk Hercegovac                |      |       |     |     |     |     |     |     |     |     |     |     |     |     |     |     |
| IVA | Ivanska                          |      |       |     |     |     |     |     |     |     |     |     |     |     |     |     |     |
| KAM | Kamen Sirač                      |      |       |     |     |     |     |     |     |     |     |     |     |     |     |     |     |
| LAS | Lasta Gudovac                    |      |       |     |     |     |     |     |     |     |     |     |     |     |     |     |     |
| RIB | Ribar Končanica                  |      |       |     |     |     |     |     |     |     |     |     |     |     |     |     |     |
| ROV | Rovišće                          |      |       |     |     |     |     |     |     |     |     |     |     |     |     |     |     |
| SLO | Sloga Bjelovar                   |      |       |     |     |     |     |     |     |     |     |     |     |     |     |     |     |
| TOM | Tomislav Berek                   |      |       |     |     |     |     |     |     |     |     |     |     |     |     |     |     |
| TRN | Trnski Nova Rača                 |      |       |     |     |     |     |     |     |     |     |     |     |     |     |     |     |
| ZDE | Zdenka Veliki Zdenci             |      |       |     |     |     |     |     |     |     |     |     |     |     |     |     |     |
| |                                  |      |       |     |     |     |     |     |     |     |     |     |     |     |     |     |     |
| podebljan rezultat - utakmice od 1. do 15. kola (1. utakmica između klubova) rezultat normalne debljine - utakmice od 16. do 30. kola (2. utakmica između klubova) rezultat nakošen - nije vidljiv redoslijed odigravanja međusobnih utakmica iz dostupnih izvora rezultat smanjen * - iz dostupnih izvora nije uočljiv domaćin susreta prekrižen rezultat - poništena ili brisana utakmica p - utakmica prekinuta 3:0 p.f. / 0:3 p.f. - rezultat 3:0 bez borbe n.i. - nije igrano |                                  |      |       |     |     |     |     |     |     |     |     |     |     |     |     |     |     |

 Izvori: 

## Vanjske poveznice
- nsbbz.hr, Nogometni savez Bjelovarsko-bilogorske županije